# كارل هاينز دوكي
كارل هاينز دوكي (بالألمانية: Karl-Heinz Ducke)‏ (و. 1941 – 2011 م) هو كاهن كاثوليكي من ألمانيا، وألمانيا الشرقية، توفي في ينا، عن عمر يناهز 70 عاماً.

## جوائز
حصل على جوائز منها:
- نيشان الاستحقاق لبرلين
- نيشان استحقاق صليب الضباط لجمهورية ألمانيا الاتحادية